# Кашпирёв, Василий Владимирович
Васи́лий Влади́мирович Кашпирёв (1836 — 4 декабря 1875) — русский издатель и переводчик.

## Биография
Родился в Костромской губернии в дворянской семье. Сын отставного гвардейского офицера. Получив домашнее воспитание, в 1855 году поступил на юридический факультет Московского университета, но в декабре 1857 года уволен по прошению с 1-го курса, с «причислением ко 2-му разряду чиновников государственной службы». Служил в канцелярии ярославского губернатора. Переехав в Санкт-Петербург, Кашпирев основал в 1869 году ежемесячный журнал «Заря» умеренно-консервативного характера со славянофильским оттенком.
Будучи преимущественно эстетиком, горячо любя литературу, Кашпирёв особо заботился о проведении в своём журнале принципа «искусство для искусства». Однако журнал не нашёл поддержки, а Кашпирёв с трудом протянул «Зарю» до 1872 года, потратив на неё всё своё состояние. Журнал перестали издавать из-за недостатка подписчиков.
Кашпирёву принадлежит также издание ценного пособия «Памятники новой русской истории» (СПб., 1871—1873). В последние годы жизни, разбитый тяжёлой болезнью, Кашпирёв перевёл для юношества «Голубица в гнезде орлином» (с англ., СПб., 1875); «Подвиги самоотвержения» (с англ., СПб., 1876); «Князь Морейский» (с греческого, СПб., 1875).
По отзывам современников, Кашпирёв чрезвычайно располагал к себе.
Он был из этого небольшого числа чистых людей, которых всё менее и менее становится; на могиле его можно написать, что он был человеком 1840-х, а не 1870-х годовПисемский А. Ф. Письма, М.-Л., 1936, с. 327